# I've Got a Crush on You
I've Got a Crush on You is een lied van George Gershwin uit de musical Treasure Girl van 1928 en de musical Strike Up the Band van 1930 op tekst van Ira Gershwin. Het is het enige lied van Gershwin dat in twee verschillende Broadway musicals is gebruikt.
In Treasure Girl werd het gezongen door Clifton Webb en Mary Hay tijdens de première op 15 oktober in Philadelphia en in Strike Up the Band door Doris Carson en Gordon Smith tijdens de première op 25 december 1929 in Boston. In 2012 werd het ook gebruikt in de musical Nice Work If You Can Get It waarin het werd gezongen door Jennifer Laura Thompson. Het lied is in de loop der jaren een jazzstandard geworden en door velen gecoverd.

## Bijzonderheden
In Treasure Girl wordt het lied – een duet van Nat en Polly - vrij snel aan het begin van de musical gezongen: hoewel Nat verloofd is met de dochter van hoteleigenaar Mortimer, Mary, heeft hij een oogje op Polly Tees (gespeeld door Mary Haye) en flirt een beetje met haar: 'I've Got a Crush on You'.
Het lied wordt ook gebruikt in verschillende films, waaronder An American in Paris uit 1951 en Manhattan uit 1979.
Van de musical Treasure Girl was 'I've Got a Crush on You' de grootste hit.

## Kenmerken muziek
Het lied heeft oorspronkelijk een matig snel tempo, allegretto giocoso in een 24-maat maar kan ook sneller uitgevoerd worden zoals in Strike Up the Band of heel langzaam als een langzame sentimentele ballade zoals Lee Wiley doet op het album The Ladies Sing the George Gershwin Songbook. De langzame versie van Wiley is een standaard geworden. Het lied staat in Bes-majeur. De vorm is Intro-A-A.

Het A-gedeelte van 'I've Got a Crush on You':

## Vertolkers (selectie)[10]
- Ella Fitzgerald
- Frank Sinatra
- Charlie Watts
- Count Basie
- Barbra Streisand
- Rod Stewart
- Diana Ross
- Mary Carewe
- Philip Mayers
- Biréli Lagrène
- Maurice Vander
- Christiaan Minh Doky
- Keely Smith
- Prinses Christina
- Brian Wilson
- Laura Fygi
- Tony Bennett
- Diana Krall
- Bill Charlap
- Peter Washington
- Kenny Washington
- Linda Ronstadt
- Zoot Sims
- Oscar Peterson
- Joe Pass
- Ed Thigpen
- Ray Brown
- Katrina & The Waves
- Stacey Kent
- David Newton
- Colin Oxley
- Jim Tomlinson
- Ike Quebec
- Stanley Turrentine
- Bennie Green
- Sonny Clark
- Milt Hinton
- Art Blakey
- Steve Tyrell
- Julie London
- Bill Evans
- Joe Bushkin
- Carly Simon
- Dinah Washington
- Rosemary Clooney
- Diana Ross
- Herb Ellis
- Roger Cicero
- Bobby Hackett
- Artie Shaw
- Elly Ameling
- Uri Caine
- Gene kelly
- Leslie Caron
- Nad Adderley
- Al Caiola
- Cleo Laine
- Marni Nixon
- Tommy Flanagan
- Thad Jones
- Max Roach
- Percy Heath
- Sarah Vaughan
- Art Tatum
- Carol Sloane
- Rita Reys
- Billie Holiday
- Nina Simone
- Michael Feinstein
- Dave pell
- Dinah Washington
- Roy Eldridge
- Warren Vaché
- Peggy Lee
- Bing Crosby
- Betty Grable
- Jack Lemmon
- Benny Carter
- Teddy Wilson
- Chris Connor
- Fats Waller
- Dorothy Dandridge
- Ilse Huizinga
- Erik van der Luijt
- Wes Montgomery